# C'est comme ça (série télévisée)
 C'est comme ça, graphié C com-ç@, est une série télévisée française en 74 épisodes de 26 minutes créée par Zelda Renucia, Rodolphe Aunet et Élie-G. Abécéra et diffusée entre  2004 et 2008 sur France 2 dans l'émission KD2A.

## Synopsis
Cette série met en scène les mésaventures d'une bande de huit amis qui cherchent leur voie.

## Fiche technique
- Titre : C com-ç@
- Scénario : Zelda Renucia, Élie-G. Abécéra et Rodolphe Aunet
- Sociétés de production : Dargaud Marina puis Belombre Films
- Pays : France
- Langue : français
- Nombre d'épisodes :  74 (3 saisons)
- Durée : 26 minutes
- Dates de première diffusion : 6 mars 2004

## Distribution
- Frédéric Amico : Sam
- Kévin Antoine : Romain
- Guillaume Barbot : Théo
- Julie Cavanna : Julie
- Erwan Dujardin : Marco
- Adeline Ishiomin : Zoé
- Fayçal Safi : Meddi
- Elsa Saladin : Louise
- Stéphanie Taine : Emma

## Épisodes

### Première saison (2004-2005)
1. Pourquoi pas ?
2. Débordée
3. Prolongations
4. Mauvais signe
5. Miroir, mon beau miroir
6. Histoire sans faim
7. Point de fuite
8. Mauvais joueur
9. La chance de leur vie
10. Cyber cerbère
11. Star sister
12. Meddi blues
13. Fin de partie
14. Un acte héroïque
15. Scoot toujours
16. Impardonnable
17. Parenthèse parentale
18. La Main dans le sac
19. Aucune chance
20. Édition originale
21. Déclic
22. Révélation

### Deuxième saison (2005-2006)
1. Volume 2
2. La Nouvelle
3. Incertitudes
4. Coup d'arrêt
5. Les bons comptes
6. Premier tour
7. Renvoyé
8. Complice
9. La course
10. Le retour de Détox
11. Le dossier de Louise
12. DJ Meddi
13. Joyeux anniversaire Carmen
14. La pionne
15. La séparation
16. Récidive
17. Après
18. Une 2 trop
19. Jeudi 12
20. Galop d'essai
21. La randonnée
22. Le chouchou
23. Et si...
24. Carmen et moi
25. Ex père
26. Le vrai visage de Carmen

### Troisième saison (2008)
1. Cyber à vendre
2. Le grand départ
3. Remix
4. Bras de fer
5. Soir de fête
6. Le corbeau
7. Disparition inquiétante
8. L'ombre de Carmen
9. Péniche ou cyber
10. David ou l'art
11. Quelques retours
12. Âmes sœurs perdues
13. Sortie de l'ombre
14. Rien sur Adrien
15. La seconde place
16. Lézard, vous avez dit lézard
17. Désillusion
18. Rien ne sert de courir
19. Son monde à elle
20. La croisière
21. Le principe de réalité
22. L'impossible
23. Tout oublier
24. Convalescence
25. Le Retour de Sam
26. Le Film de Théo